# Новая модная вагина мистера Гаррисона
«Новая модная вагина мистера Гаррисона» (англ. Mr. Garrison’s Fancy New Vagina) — эпизод 901 (№ 126) сериала «Южный парк», его премьера состоялась 9 марта 2005 года.

## Сюжет
Мистер Гаррисон делает операцию по смене пола и превращается в Миссис Гаррисон. Кайл, убитый горем от того, что его не взяли в команду по баскетболу, делает операцию под названием «негропластика», чтобы стать высоким негром. Его отец, Джеральд Брофловски, также делает операцию и превращается в дельфина. Вскоре Миссис Гаррисон понимает, что в действительности операция изменила лишь внешность, и требует врача сделать всё как было, на что получает отказ: всё, что было отрезано у Мистера Гаррисона, было пришито другим пациентам — яички Кайлу вместо коленных суставов, Джеральду — кожа мошонки на плавник. Так как операция сделала Кайлу лишь вид высокого негра, в действительности ему было нельзя делать то, что он хотел. Во время баскетбольного матча «коленные суставы» из-за перенапряжения лопнули. Гаррисону пришлось остаться женщиной.